# Milltown Malbay
Pour les articles homonymes, voir Milltown.
 (octobre 2020).
Milltown Malbay (en irlandais : Sráid na Cathrach, « rue du ringfort de pierre ») est un village irlandais du comté de Clare. En 2011, sa population est de 829 habitants.

## Personnalités
Willie Clancy (1918-1973), musicien traditionnel irlandais, joueur de uilleann pipes.

## Gallery

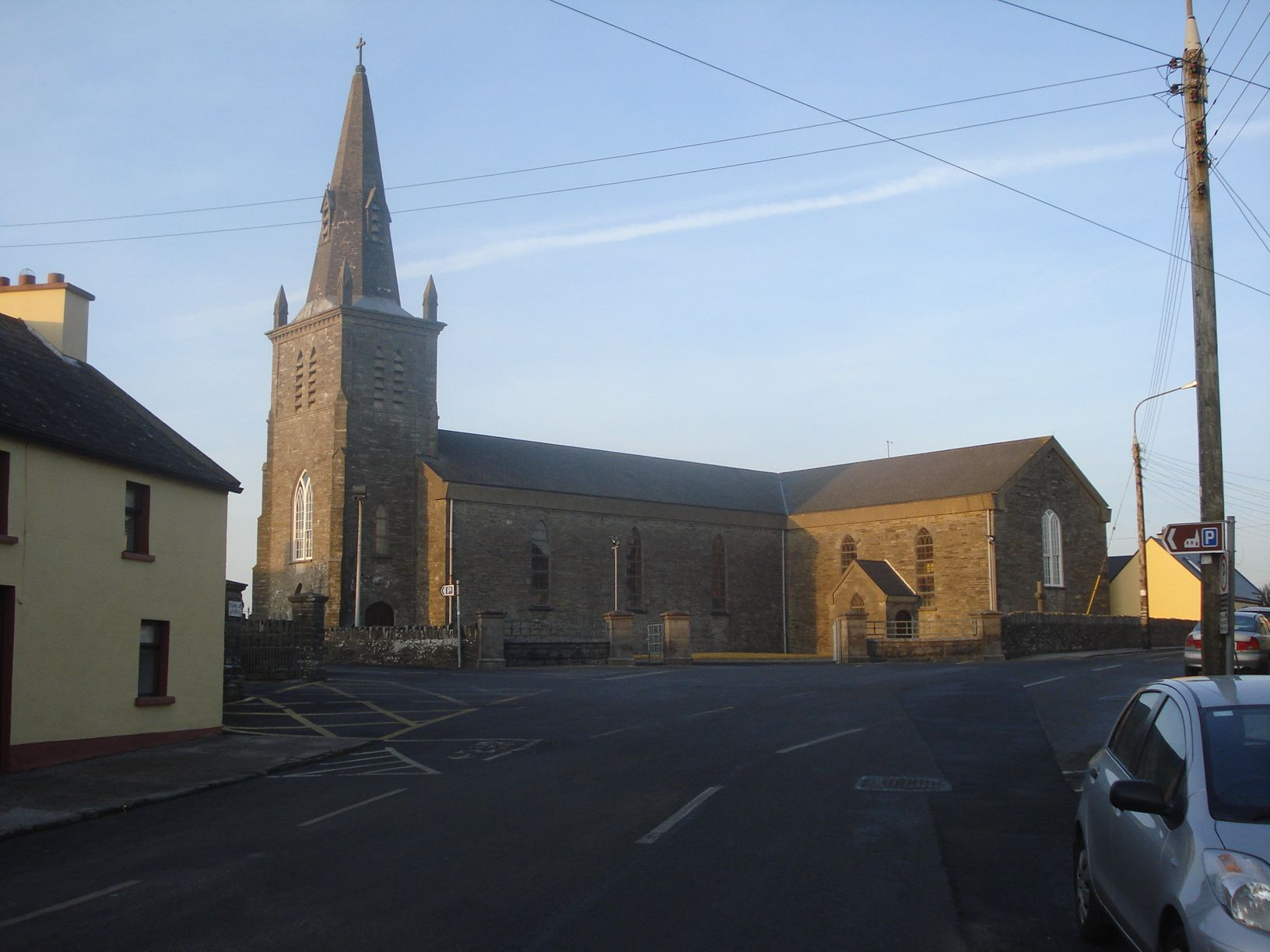
St Joseph.
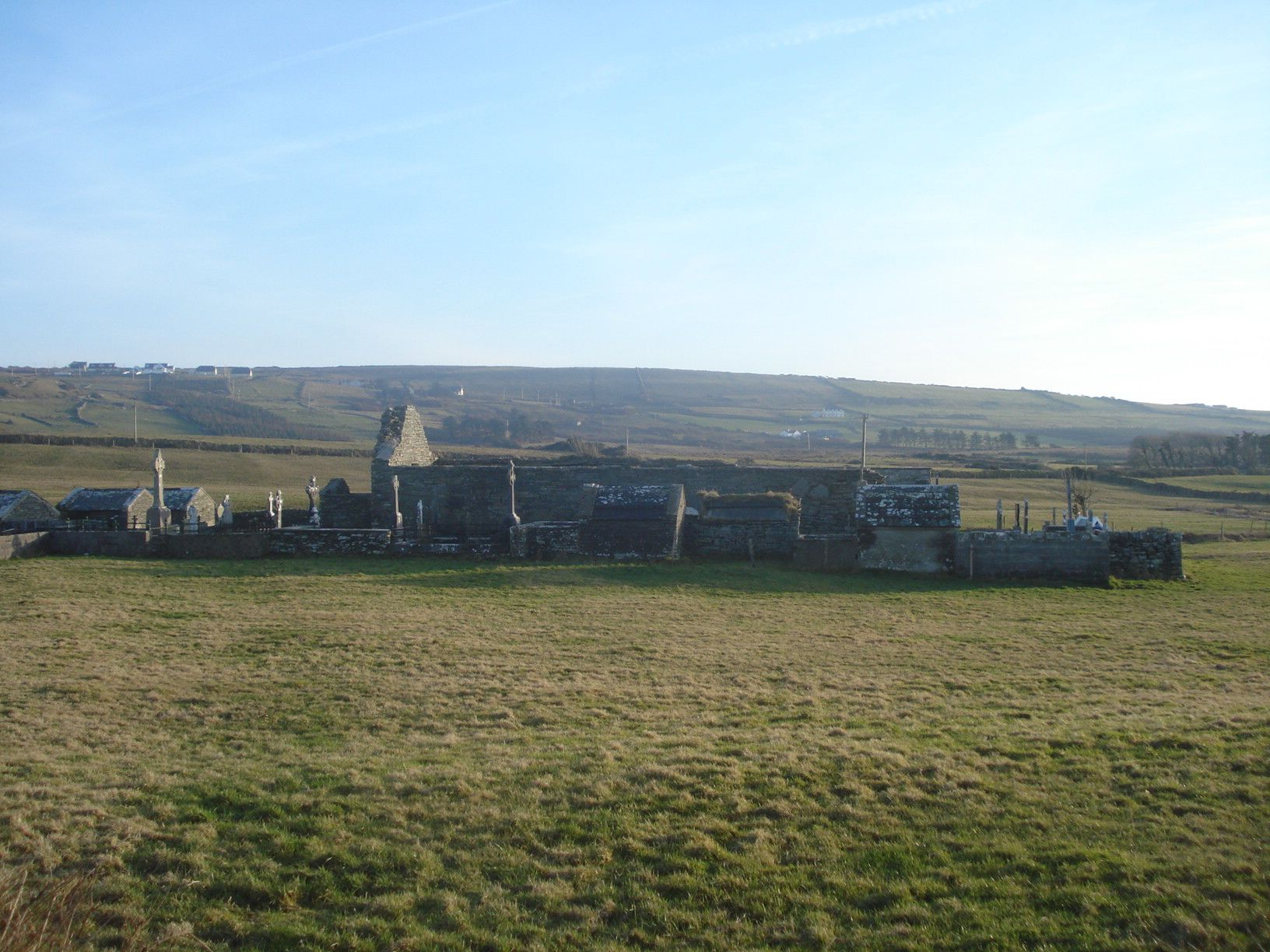
St. Laichtin.
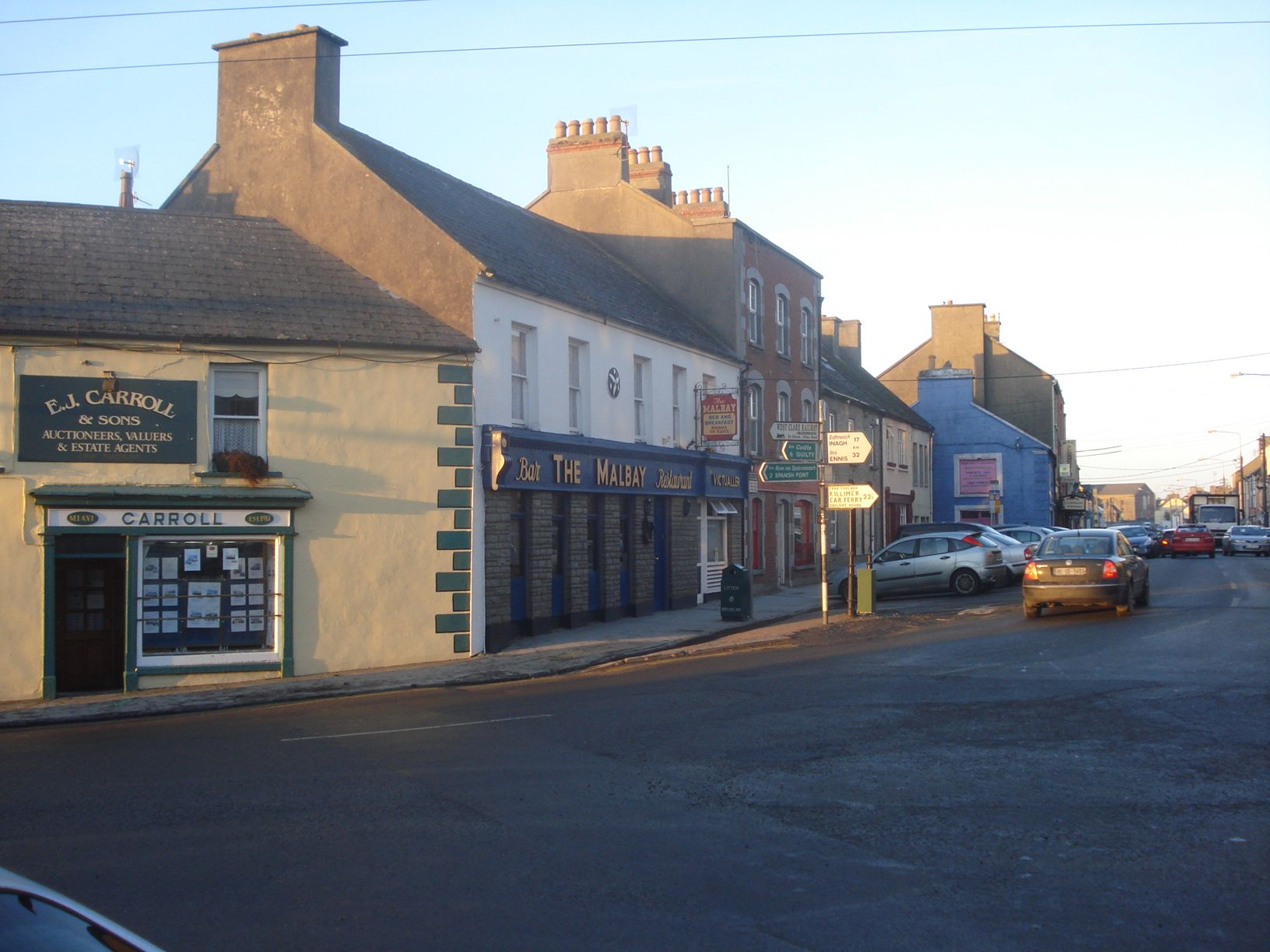
Côté sud de la rue principale.
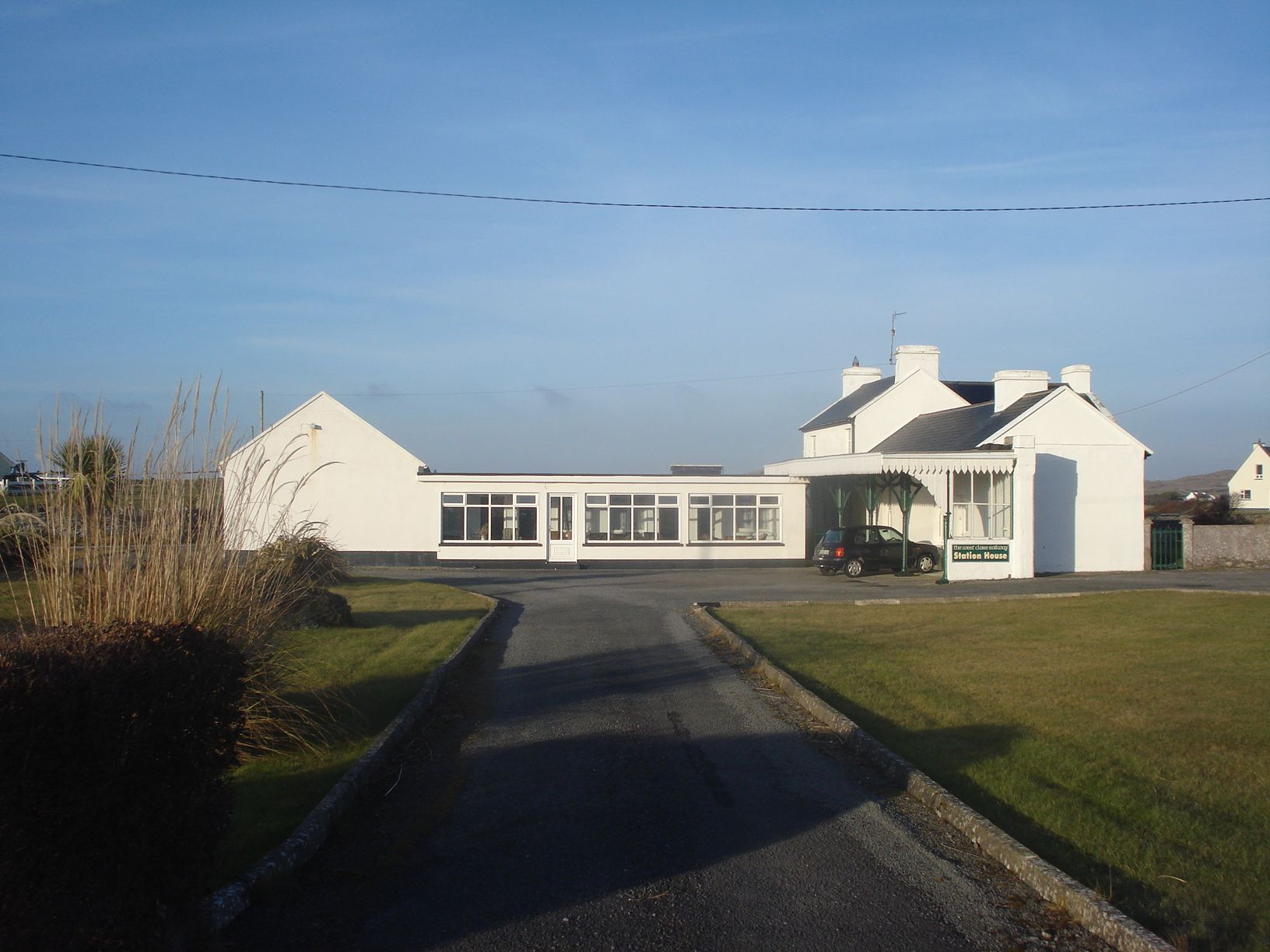
Ancienne gare.
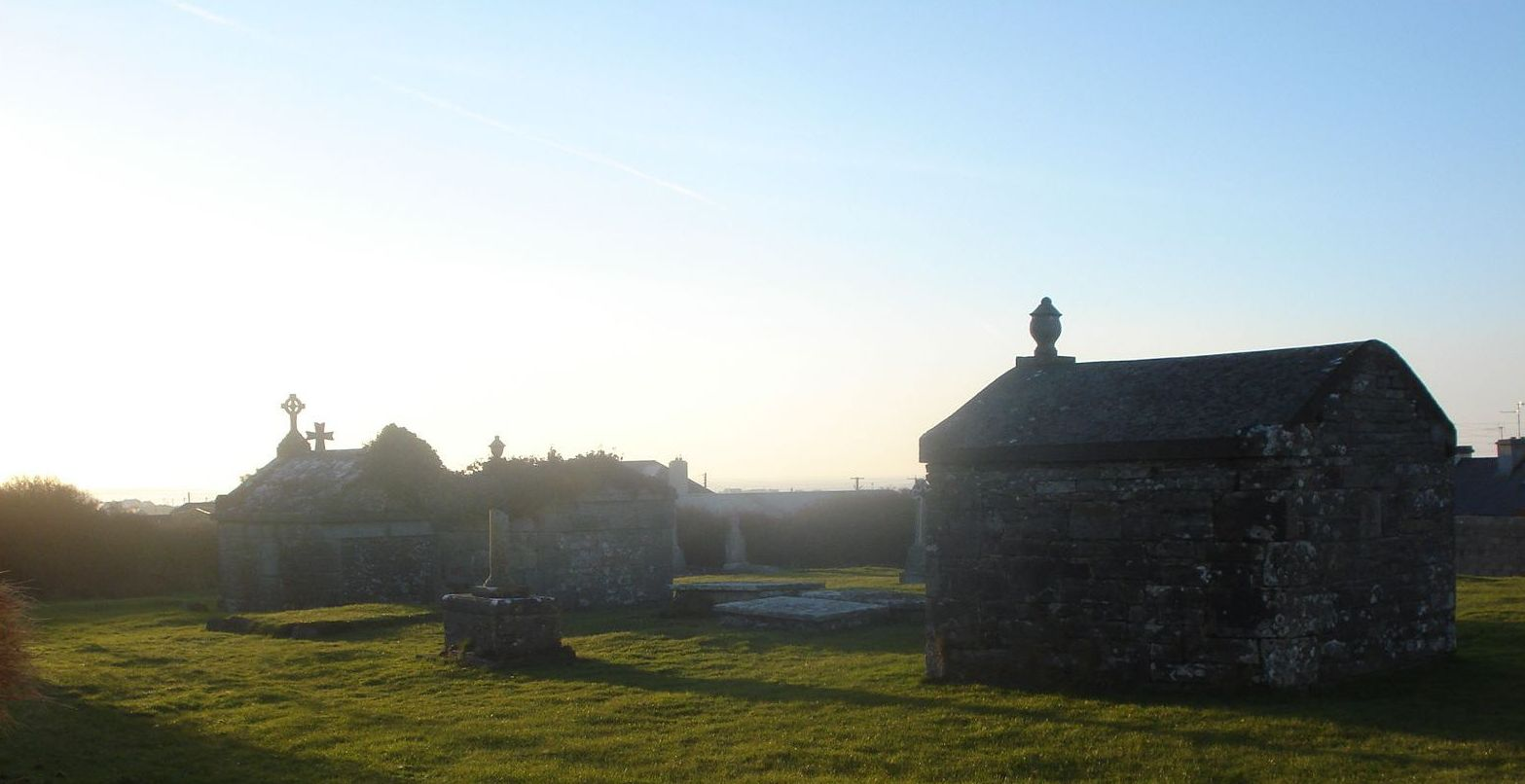
Cimetière de l'Église d'Irlande.